# Пиауи
Пиауѝ (на португалски: Piauí) е един от 26-те щата на Бразилия. Разположен е в североизточната част на страната. Столицата му е град Терезина. Пиауи е с население от 3 036 290 жители (прибл. оц. 2006 г.) и обща площ от 251 529,19 км².